# Ellen Niit
Ellen Niit (née Ellen Hiob le 13 juillet 1928 à Tallinn et morte le 30 mai 2016 à Tallinn) est une autrice, poète et traductrice estonienne.

## Biographie
Ellen Niit naît Ellen Hiob le 13 juillet 1928 à Tallinn. Elle étudie à Tapa puis à Tallinn, avant d'étudier la philologie estonienne à l'université de Tartu, dont elle est diplômée en 1952. En 1949, elle épouse le folkloriste et chercheur en littérature Heldur Niit ; en 1953, ils ont un fils, Toomas Niit.
De 1956 à 1961, elle est consultante en poésie pour le syndicat des écrivains de la république soviétique d'Estonie. En 1958, le couple Niit divorce et elle épouse Jaan Kross, avec qui elle a trois enfants. En 1961, elle est forcée à démissionner de son poste de consultante pour des raisons idéologiques. Elle commence alors à éditer des programmes pour enfants pour la télévision estonienne. En 1963, elle devient traductrice et autrice à son compte.
Elle écrit plus de quarante livres pour enfants, en prose et en vers, ainsi que deux pièces de théâtre. Elle traduit également plusieurs recueils de poésie en estonien. Elle reçoit trois fois le prix de la littérature d'enfance d'Estonie, et est sur la liste des honneurs d'IBBY en 1996.
Kross meurt en 2007.
Elle meurt le 30 mai 2016 à Tallinn.

## Postérité
En juillet 2009, un buste de l'autrice est inauguré à Kiskőrös dans un parc de sculptures représentant toutes les personnes qui ont traduit les oeuvres de Sándor Petőfi.

## Prix et récompenses
- 1999 : Étoile blanche, troisième classe[2]
- 2009 : Prix de la culture de l'Estonie[2]
- 2010 : blason de la ville de Tallinn[2]